# مدارس سانت لويس الحكومية
مدارس سانت لويس العامة (St. Louis Public Schools) هي منطقة تعليمية تشمل عدداً من المدارس الحكومية في مدينة سانت لويس.

## وصلات خارجية
- http://www.slps.org/ (بالإنجليزية)
  - Arabic Translated Materials (بالعربية)
  - ESOL (بالعربية)